# Acalypha gracilens
Acalypha gracilens är en törelväxtart som beskrevs av Asa Gray. Acalypha gracilens ingår i släktet akalyfor, och familjen törelväxter. Inga underarter finns listade i Catalogue of Life.

## Bildgalleri

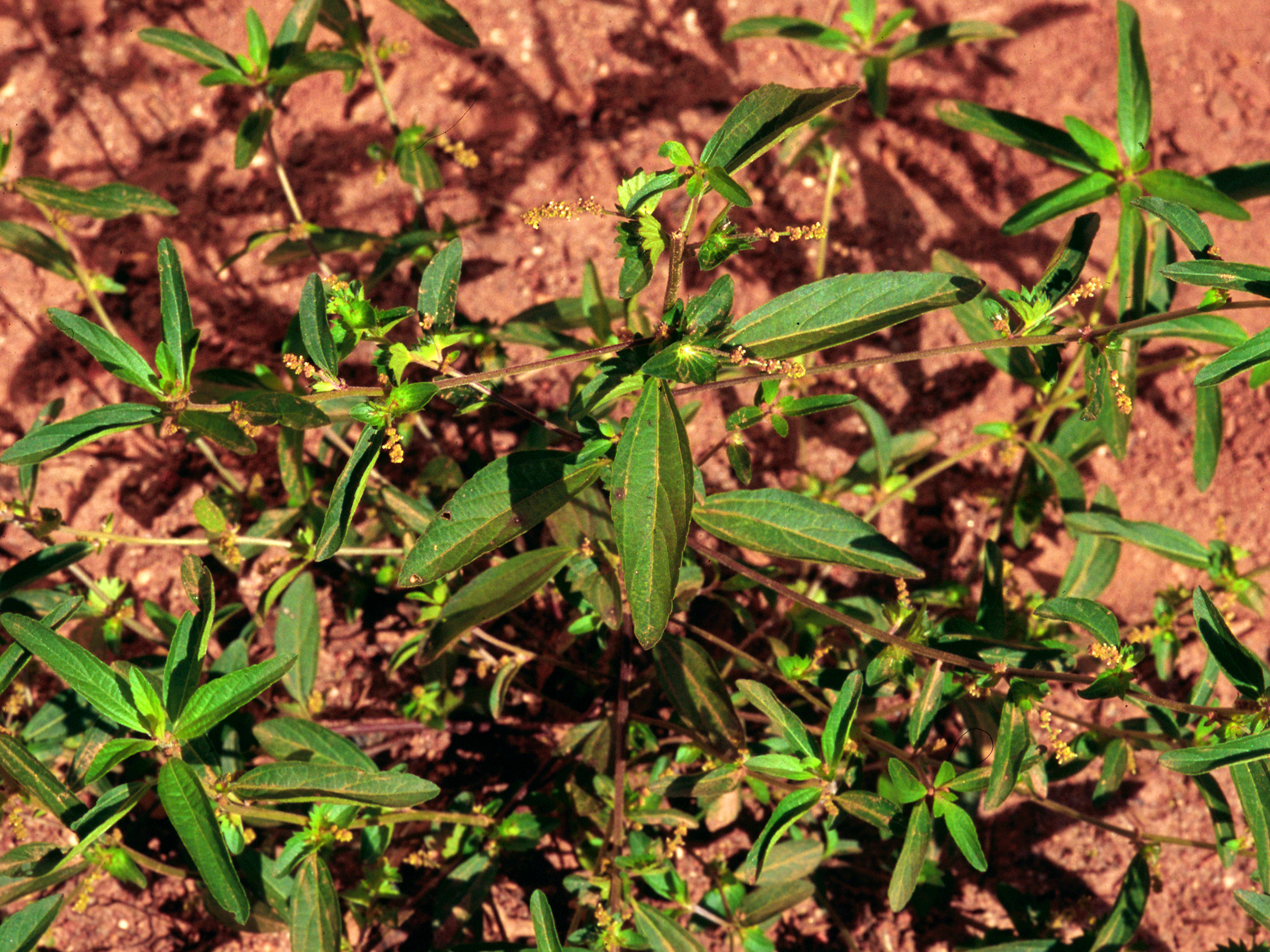
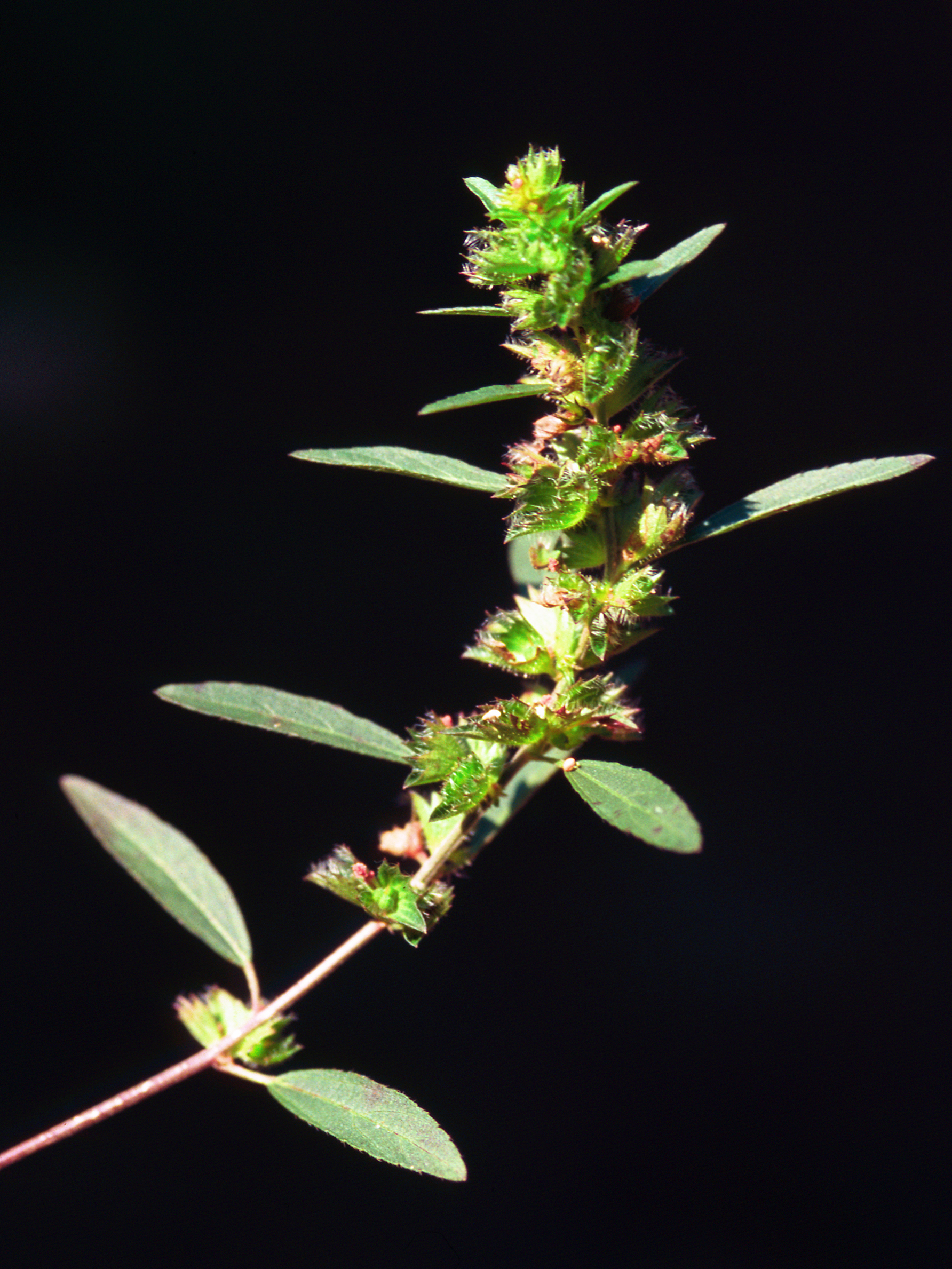